# Дом эмира Бухарского
Дом Эми́ра Буха́рского — доходный дом в Санкт-Петербурге, построенный в 1913—1914 годах по заказу эмира Бухарского Сеид Абдулахад-хана для его сына Сеид Алим-хана. Построить его эмир пригласил архитектора Степана Кричинского, который ранее участвовал в возведении Соборной мечети. За проект дома эмир наградил архитектора орденом Благородной Бухары.

## История
Участок по современному адресу Каменноостровский проспект, 44б, в начале 1890-х годов принадлежал французскому подданному Г. А. Гоне, который планировал построить на нём двухэтажное здание под производство художественных изделий из бронзы. В 1890-х годах владение перешло к корнету Е. А. Стобеусу. В начале 1910 года землю выкупил эмир Сеид Абдулахад-хан, решив построить на ней доходный дом. Заказчик скончался от неизлечимой болезни почек в декабре того же года, продолжил проект его наследник Сеид Алим-хан.
Внешний облик здания стилизован под флорентийские палаццо, фасады оформлены в стиле итальянского ренессанса. Лицевой корпус связан с пятью флигелями, образуя два курдонёр. В отличие от многих других доходных домов, в доме эмира дворовые флигели оформлены не менее выразительно, чем выходящий на проспект. Лицевой фасад визуально разделяется на две части — цоколь с масштабной рустовкой и массивными полуколоннами, и более «лёгкие» верхние этажи. Верхнюю часть аркады оформляют три арки композитного ордера. Облицовка фасадов выполнена из доломитового мрамора из Шишимского месторождения на Среднем Урале. Проект Кричинского не удалось воплотить целиком из-за начала Первой Мировой войны — чтобы ускорить строительство, убрали запланированную балюстраду на вдоль третьего этажа, некоторые колонны сделали из дерева, а не мрамора.
Вскоре после Октябрьской революции Сеид Алим-хан бежал в Афганистан. В марте 1917 года в здании разместился 1-й пулемётный запасной полк Петроградского гарнизона, затем дом отдали под коммунальные квартиры. Кричинский жил в квартире № 4 до 1923 года. Вскоре после его смерти квартиру занял один из высокопоставленных большевиков (по одной из версий — капитан «Авроры») с семьёй и прислугой, квартира вскоре стала коммунальной. Среди знаменитых жильцов дома были акушер Дмитрий Отт и учёный-физиолог Мария Петрова.

## Современность
Поскольку дом с 1920-х годов был отдан под коммунальное жильё, интерьеры и парадные значительно пострадали. Уже в 1990-х годах были сбиты балясины из мрамора, покрыты граффити росписи стен, значительно повреждены лепнина и деревянные элементы декора (тумбы, перила, двери).
По состоянию на 2020 год квартиры в левой парадной остаются коммунальными, правая часть дома разделена на частные апартаменты.
Городские легенды, связанные с домом эмира, вошли в фильм «Коммуналка» режиссера Владислава Виноградова, снятый в здании в 1993 году. Среди старожилов существует поверье, что от дома эмира на Каменноостровском был проложен тайный подземный ход к мечети. Жильцы считают, что «в доме не приживаются мужчины». Ещё одна легенда гласит, что в доме спрятан клад — сокровища эмира, которые он оставил, спешно покидая Петербург.
В 2023 году вышел экспериментальный фильм "Зима, Весна 21-22", часть событий которого происходило в доме Эмира.

## Галерея

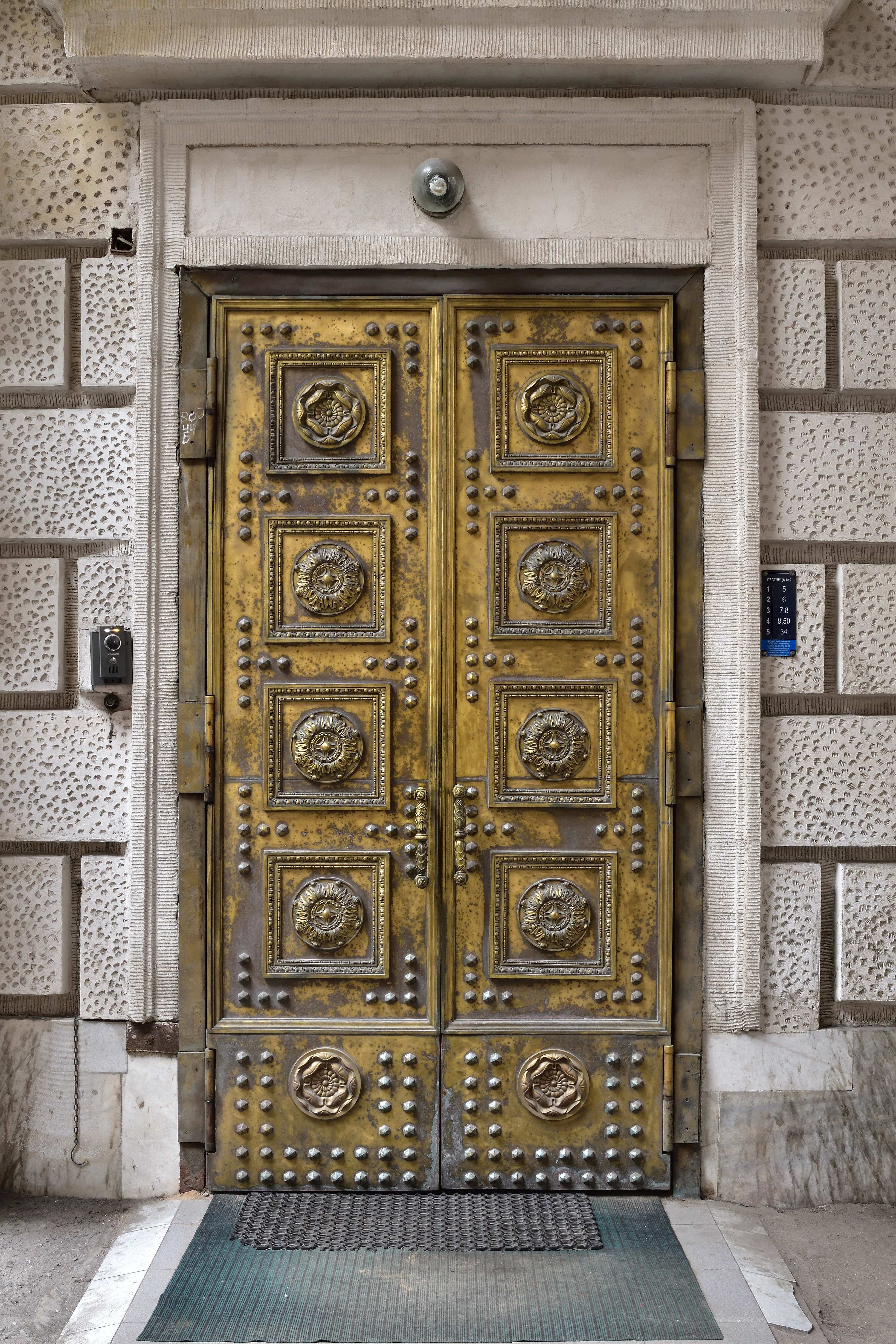
Дверь парадной, 2020
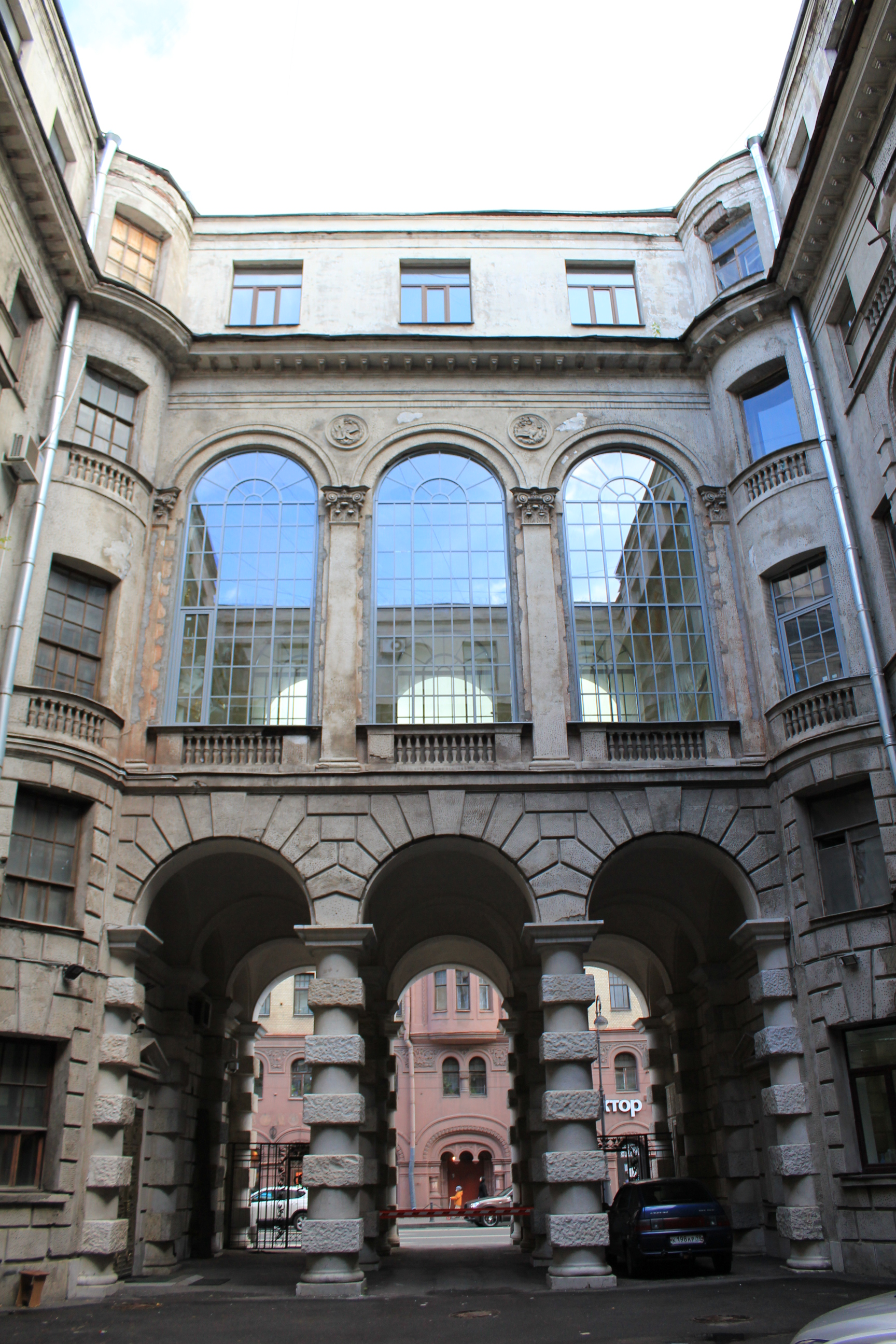
Застеклённая галерея со стороны двора, 2013
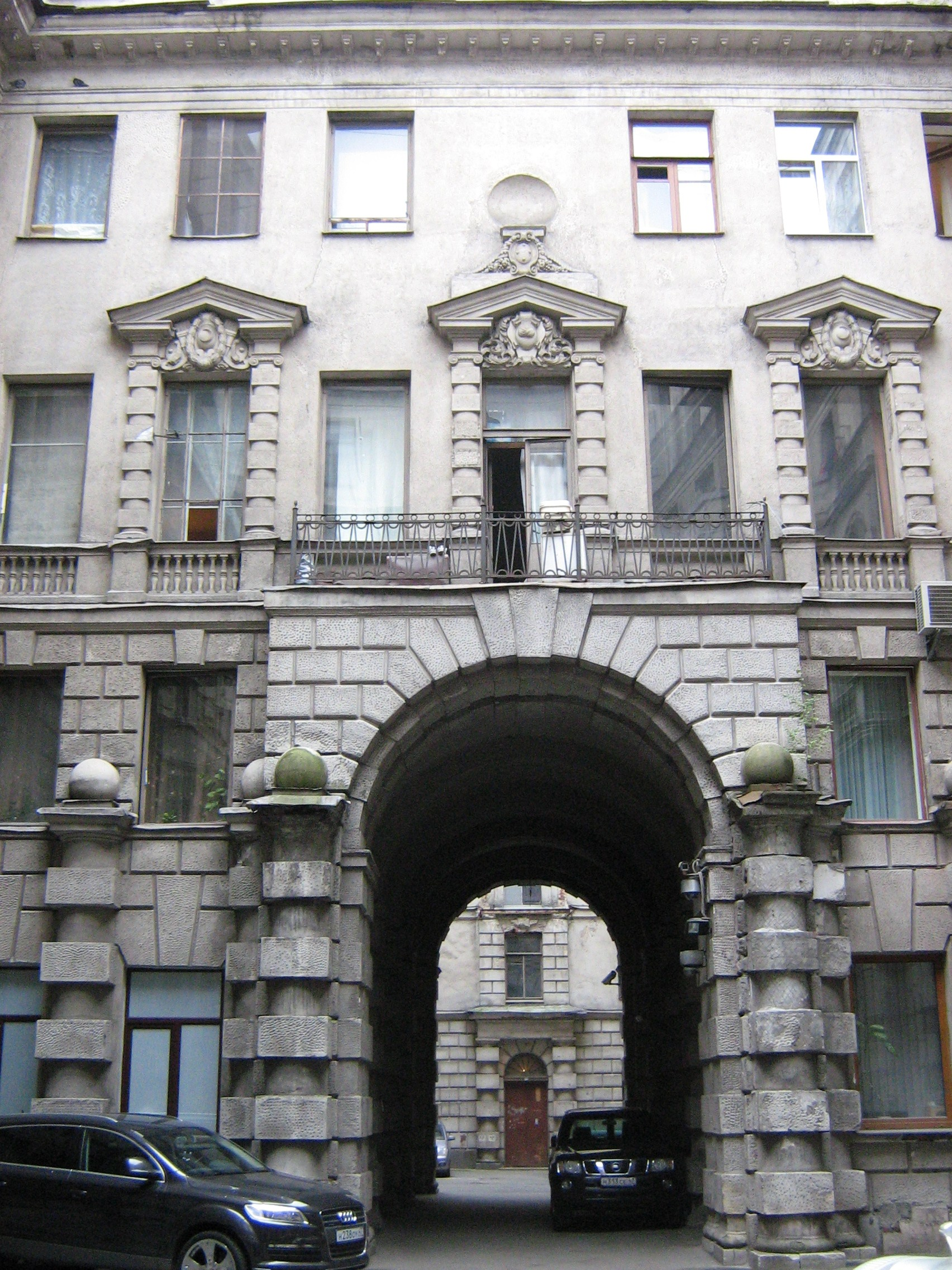
Арка внутреннего двора, 2008
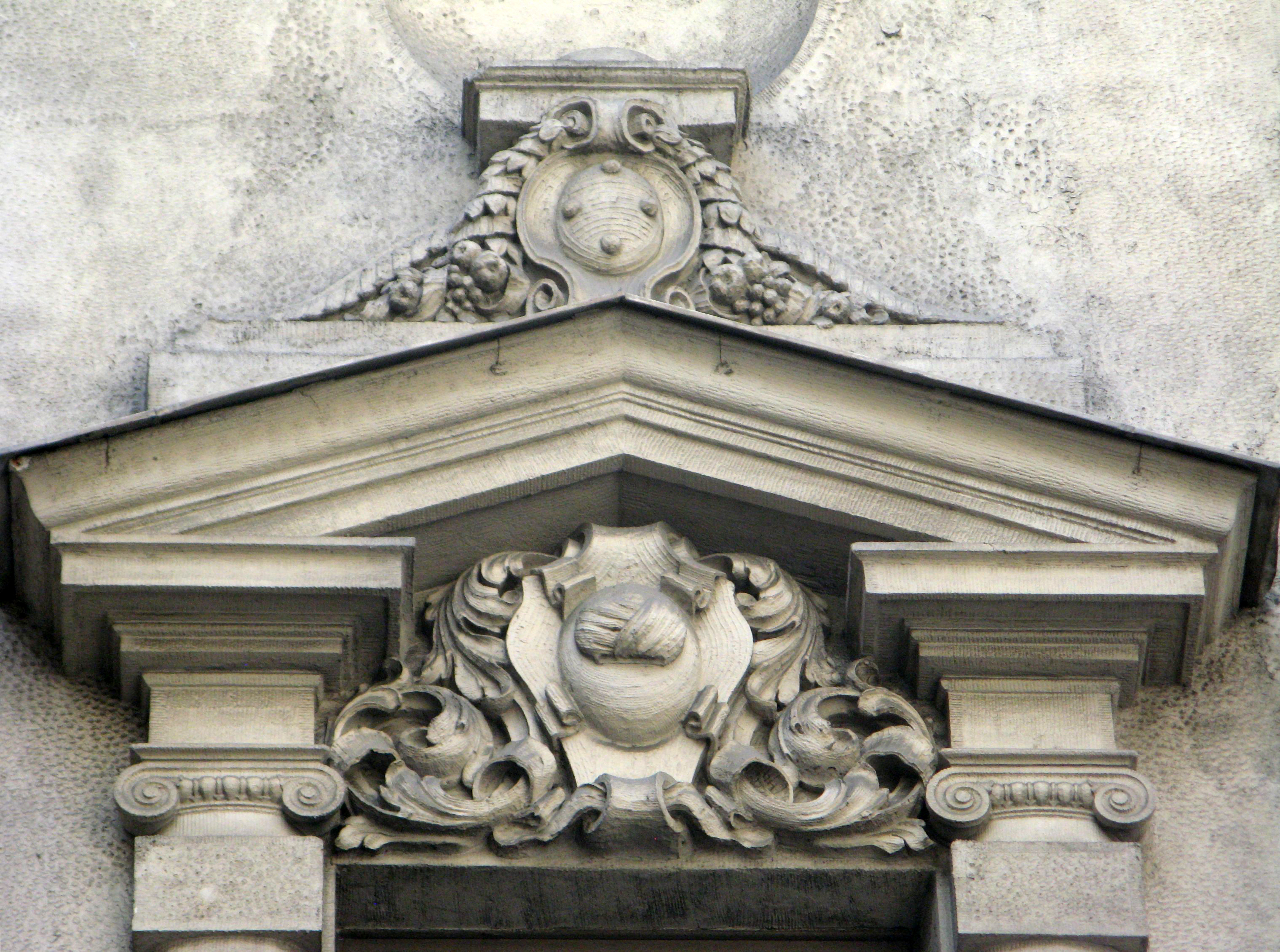
Антаблемент, 2020
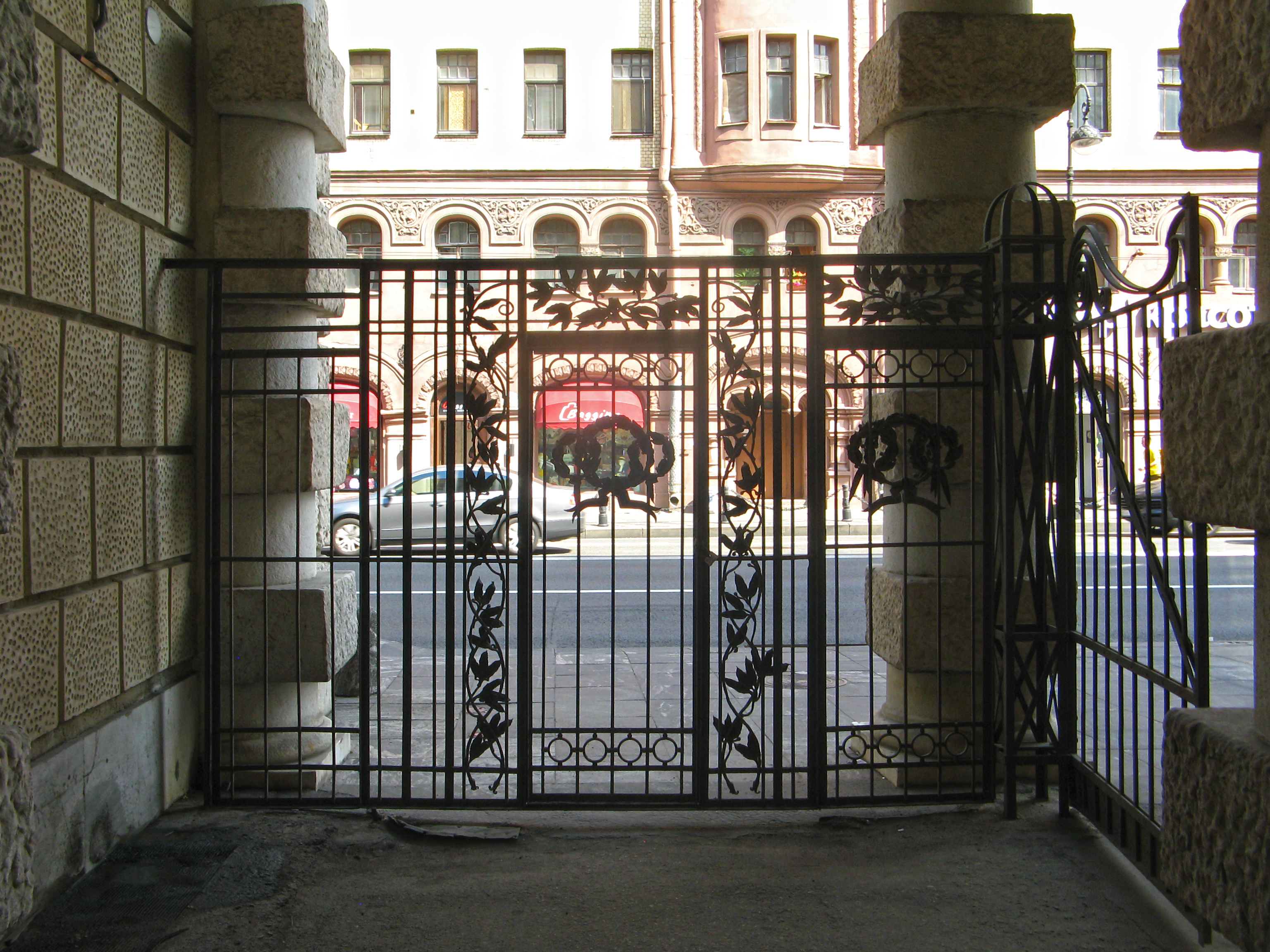
Кованая ограда, 2020